# Ptolemaeus XII Neos Dionysos
Ptolemaeus XII Neos Dionysos Philopater Philadelphos (ook Auletes 'fluitspeler' of Nothos 'bastaard' genoemd) (Cyprus, 117 - Alexandrië, februari/maart 51 v.Chr.) was van 80 tot 58 v.Chr. en van 55 tot 51 v.Chr. farao van Egypte.
Hij was een zoon van Ptolemaeus IX Soter II en Cleopatra IV, al werd zijn afkomst volgens Cicero vaak in twijfel getrokken. Ook zijn bijnaam nothos 'bastaard' wijst in deze richting. Hem werden meerdere dochters, waaronder Cleopatra VII, geboren in 69 v.Chr. in Alexandrië, van wie de moeder waarschijnlijk zijn zus (óf nicht?, óf tante?) Cleopatra V Tryphaena, was. Zijn oudste zoon was de in 63 v.Chr. geboren en in 47 v.Chr. gedode Ptolemaeus XIII. Een jongere zoon was de in 59 v.Chr. geboren en in 44 v.Chr. vermoorde Ptolemaeus XIV.
Ptolemaeus stond bekend als een aanhanger van de cultus van Dionysus, zoals uit zijn bijnamen duidelijk wordt (ook Auletes verwijst vermoedelijk naar de Dionysuscultus, waarin muziek en dans een belangrijke rol speelden). Hij had het aan invloedrijke aanhangers van deze cultus te danken dat hij na de moord op Ptolemaeus XI Alexander II in 80 v.Chr. als zijn opvolger werd benoemd.
Tijdens Ptolemaeus' regering breidde de Romeinse heerschappij zich steeds verder uit in het Midden-Oosten. Rome stond echter toe dat Egypte onafhankelijk bleef, mits Ptolemaeus troepen zou sturen om Pompeius in Syria te hulp te komen, wat hij in 63 ook inderdaad deed.
In 58 was Ptolemaeus gedwongen Cyprus, dat tot die tijd onder Ptolemaeïsche heerschappij had gestaan, aan de Romeinen af te staan. Dit stuitte in Alexandrië op zoveel verzet, dat Ptolemaeus uit de stad werd verdreven. Met hulp van de Romeinen en tegen betaling van 6000 talenten zilver wist hij drie jaar later de Egyptische troon weer in handen te krijgen.